# Žarko Brzić
Žarko Brzić (Sveti Filip i Jakov, 3. travnja 1922.), hrvatski katolički svećenik, politički uznik, književnik, publicist i novinar

## Životopis
Rodio se 3. travnja 1922. u Sv. Filipu i Jakovu gdje završava osnovno školovanje. Klasičnu gimnaziju polazi u Šibeniku. Teologiju studira u Đakovu i Zagrebu. Za svećenika je zaređen 14. srpnja 1946. Kao svećenik pastoralno je djelovao u Primoštenu, Donjem Miholjcu, Valpovu, Bošnjacima, u Banju na otoku Pašmanu, Zadru (župa sv. Šime), Velom Ratu, Solinama, Brbinju i Savru na Dugom otoku i na Silbi. Najljepše i najradosnije godine svojeg svećeničkog služenja posvetio je sjemeništarcima i bogoslovima u zadarskom sjemeništu "Zmajević". Na odsluženju vojnog roka 1949. u Makedoniji bio je uhićen i od komunističkog vojnog suda osuđen na četiri godine robije koju je izdržao do kraja u vrlo teškim uvjetima. Svjestan je da nije počinio nikakav delikt zbog kojeg bi ga trebalo pozivati na krivičnu odgovornost. Ponosan je što je nevin trpio u zloglasnom komunističkom zatvoru za svoje kršćanske i domoljubne ideale. Publicističko-novinarskim radom počeo se baviti u srednjoj školi. Bio je član Đačkog križarskog bratstva gdje je dobivao mnogo korisnih i pobudnih poticaja za vježbanje u literalnim sastavima. Kao student surađivao je u križarskom tjedniku Nedjelji, u Hrvatskoj smotri i povremeno još u nekim listovima. Kasnije kao svećenik, nakon što je dopušten katolički tisak, surađivao je u Glasu Koncila, mjesečniku Mariji, Glasniku Srca Isusova i Marijina, reviji Veritas gdje još uvijek surađuje svojim prilozima. Član je Društva hrvatskih katoličkih novinara i Društva hrvatskih književnika. Djela: Oslonjen na nadu i dr.